# Raw (Spandau Ballet)
Raw is een nummer van de Britse band Spandau Ballet uit 1988. Het is de eerste single van hun zesde studioalbum Heart Like a Sky.
"Raw" is een vrolijke plaat waarop Spandau Ballet meer de kant van de sophistipop opgaat, een genre dat aan het eind van de jaren '80 populair was bij voornamelijk Britse bands. De populariteit van Spandau Ballet was in die tijd echter tanende en het nummer haalde slechts een bescheiden 47e positie in het Verenigd Koninkrijk. Ook in het Nederlandse taalgebied was het succes van de plaat matig, maar wel groter dan bij de overzeese buren. In de Nederlandse Top 40 bereikte het de 27e positie, en in de Vlaamse Radio 2 Top 30 de 22e.

## Tracklijst
- 7"

1. "Raw" - 3:46
2. "Raw (Flip)" - 3:50